# Brunnsjön, Västergötland
Brunnsjön är en sjö i Alingsås kommun i Västergötland och ingår i Göta älvs huvudavrinningsområde. Sjön är 7 meter djup, har en yta på 0,012 kvadratkilometer och är belägen 140 meter över havet.